# Баркут (Брашов)
Баркут (рум. Bărcut) насеље је у Румунији у округу Брашов у општини Шоарш. Oпштина се налази на надморској висини од 546 m.

## Становништво
Према подацима из 2002. године у насељу је живело 381 становника.

### Попис2002.
| Расподела становништва по националности 2002.‍ | Расподела становништва по националности 2002.‍ | Расподела становништва по националности 2002.‍ | Расподела становништва по националности 2002.‍ | Расподела становништва по националности 2002.‍ |
| --------------------------------------------- | --------------------------------------------- | --------------------------------------------- | --------------------------------------------- | --------------------------------------------- |
|                                               |                                               |                                               |                                               |                                               |
| Румуни                                        | Румуни                                        |                                               | 293                                           | 77,3%                                         |
| Роми                                          | Роми                                          |                                               | 73                                            | 19,3%                                         |
| Немци                                         | Немци                                         |                                               | 13                                            | 3,4%                                          |